# Carl Moritz Cammerloher
Carl Moritz Cammerloher, eigentlich Moritz Josef Karl Cammerloher (* 29. November 1882 in Wien; † 30. Mai 1945 ebenda), war ein österreichischer Maler des Expressionismus, Verfasser kunsttheoretischer Schriften und Psychologe.

## Leben
Carl Moritz Cammerloher wurde als ältestes von drei Kindern des Moritz Cammerloher, Kustos an der k. u. k. Hofbibliothek, und der Emilie Cammerloher, geb. Vaugoin, Tochter eines Wiener Gold- und Silberschmiedes, in Wien geboren. Allen Kindern wurde eine akademische Bildung ermöglicht. Cammerlohers Bruder war der Botaniker Hermann Cammerloher. Die Schwester, Hedwig, promovierte 1917 in Zoologie.

### Künstlerische Tätigkeit
Von 1902 bis 1906 studierte er nach dem Besuch des Akademischen Gymnasiums, des Mariahilfergymnasiums und der Reifeprüfung am Schottengymnasium in Wien Medizin und Kunstgeschichte. Parallel dazu wandte er sich der Malerei zu, übernahm künstlerische Auftragsarbeiten für die Firma Backhausen. Ein Studium an der Akademie oder einer Malschule ist nicht nachweisbar, Cammerlohers künstlerische Entwicklung erfolgte vermutlich autodidaktisch. Um 1907 Auslandsaufenthalt in München. Von seinen weiteren Studienreisen nach Paris und London prägte ihn vor allem die Zeit in Paris (1910–1911) nachhaltig und bewirkte maßgeblich seine Hinwendung zum Expressionismus. 1913 folgte im Wiener Kunstsalon Heller Cammerlohers erste, vielbeachtete Ausstellung zusammen mit Lotte Pritzel. 1915 war er mit drei Werken bei der Panama Pacific, der Weltausstellung in San Francisco, vertreten. Im Ersten Weltkrieg leistete Cammerloher Kriegsdienst an der galizischen und italienischen Front. Nach dem Krieg wurde er Mitglied der Künstlervereinigung „Freie Bewegung“. Er nahm an der zweiten und dritten Gruppenausstellung (1919 und 1919/1920) im Lokal der „Freien Bewegung“ in Wien I., Kärntnerstraße 4 und 1921 an der vierten Gruppenausstellung dieser Vereinigung in der Modernen Galerie, Kunst und Wohnung R. Lorenz teil. 1921 stellte er bei Manz am Kohlmarkt in Wien aus.

### Spätere Tätigkeiten
In den späten Zwanzigerjahren beendete Cammerloher seine künstlerische Tätigkeit zugunsten von sprachwissenschaftlichen, religionswissenschaftlichen, philosophischen und psychologischen Studien und seiner Übersetzungstätigkeit aus dem Sanskrit. 1934 hielt er in Ascona im Rahmen der zweiten „Eranos“-Tagung zum Thema „Ostwestliche Symbolik und Seelenführung“ den Vortrag „Die Stellung der Kunst im psychologischen Weltbild unserer Zeit“. 1938 promovierte er zum Dr. phil. Danach arbeitete er als analytischer Psychologe.

### Familie
Die Ehen mit Maria Mörtl (1906 – 1911), einer Kusine von Anton Webern und Schwester von Weberns Frau Wilhelmine, und Philippine Lahr (1912 – 1918), aus denen jeweils eine Tochter hervorging, wurden geschieden. Mit seiner dritten Frau, der Ärztin Leopoldine Cammerloher, geb. Löwy, mit der er bereits seit 1922 in Lebensgemeinschaft lebte, führte er eine glückliche Ehe. Im Jahr dieser dritten Eheschließung, 1933, trat Cammerloher aus der Wiener akademischen Burschenschaft Teutonia, der er seit 1902 angehörte, aus. Leopoldine Cammerloher wurde als Jüdin von den nationalsozialistischen Machthabern 1941 mit Berufsverbot belegt, in das KZ Ravensbrück deportiert und 1942 in Auschwitz ermordet. Nach diesem Schicksalsschlag verschlechterte sich Carl Moritz Cammerlohers Gesundheitszustand. Er starb am 30. Mai 1945 im Lainzer Krankenhaus an Tuberkulose und wurde am Wiener Zentralfriedhof beigesetzt. Die letzte Wohnadresse war in Wien 1, Bösendorferstraße 5.

## Werk
Cammerlohers malerisches Werk wurde von der zeitgenössischen Kunstkritik sehr kontrovers aufgenommen. Seine Bilder wurden entweder entschieden abgelehnt oder ausgesprochen positiv gewürdigt. 1998 und 1999 wurden zwei seiner Porträts in der Ausstellung der österreichischen Galerie Belvedere Österreichischer Expressionismus. Malerei und Graphik 1905 – 1925 im Musée d’Ixelles und in der Stadtgalerie Klagenfurt ausgestellt: das Porträt von Cammerlohers späterer dritter Frau Leopoldine Löwy und Mädchenbildnis / L’heure du thé. Die meisten von Cammerlohers heute bekannten Werken befinden sich im Privatbesitz.
- Mädchenbildnis / L’heure du thé, 1913, Öl auf Leinwand, Österreichische Galerie Belvedere, Wien.[22]
- Porträt Dr. O., keine Datierungsangabe, Öl auf ? [sic][23] u.[24] Vermutlich Bildnis Dr. Oberwalder [um 1913].[25]
- Landschaft St. Veit. Öl auf Leinwand, ca. 1913, Privatbesitz.[26]
- Porträt Leopoldine Löwy, um 1922, Öl auf Pappe, Privatbesitz. [s. Einzelnachweise 21 und 26]
- Dame mit Hut, 1925[?], Öl auf Bütten. Privatbesitz. [s. Einzelnachweis 26]
- Lesende Frau, undat., Öl auf Leinen auf Karton, Privatbesitz. [s. Einzelnachweis 26]